# Bonita (canción)
«Bonita» es una canción del cantante colombiano Juanes, que cuenta con la participación del cantante colombiano Sebastián Yatra. Fue lanzada el 5 de septiembre de 2019 a través de Universal Music Latin Entertainment.

## Antecedentes y composición
La canción marca la transición de Juanes al género urbano, después de sus éxitos a nivel internacional con «Querer mejor» de Alessia Cara y «La plata» de Lalo Ebratt. Contó con la participación de Sebastián Yatra.
«Bonita» es una canción que destaca el estilo que Juanes ha establecido bajo este nuevo campo musical al que ingresó. Tiene una duración de dos minutos y veintisiete segundos en su versión original, mientras que su video musical dura dos minutos con treinta y cinco segundos. Fue escrita por Juanes Esteban Aristizabal (Juanes) y Sebastián Obando Giraldo (Yatra) y producido por Andrés Torres y Mauricio Rengifo (Dandee).

## Video musical
El video musical de la canción fue lanzado el 5 de septiembre de 2019 en el canal de Juanes en YouTube. Fue grabado bajo la dirección de Fernando Lugo. Actualmente cuenta con más de 100 millones de visitas en la plataforma.

### Sinopsis
En el video musical, aparecen Juanes y Sebastián Yatra en escenarios coloridos y alegres mientras cantan la melodía frente a varias mujeres, a las que elogian por su belleza.

## Posicionamiento en listas
| Listas (2019-2020)                        | Mejor posición |
| ----------------------------------------- | -------------- |
| Argentina (Monitor Latino)                | 22             |
| Colombia (National-Report)                | 1              |
| Ecuador (National-Report)                 | 2              |
| Estados Unidos (Hot Latin Songs)          | 27             |
| Estados Unidos (Hot Latin Airplay)        | 1              |
| Estados Unidos (Latin Digital Song Sales) | 9              |
| México Airplay (Billboard)                | 5              |

## Certificaciones
| País (organismo certificador) | Certificación | Unidades certificadas |
| ----------------------------- | ------------- | --------------------- |
| México (AMPROFON)             | Oro           | 30 000                |